# Quatuor à cordes K. 80(73f)
Pour les articles homonymes, voir Quatuor no 1 et K80.

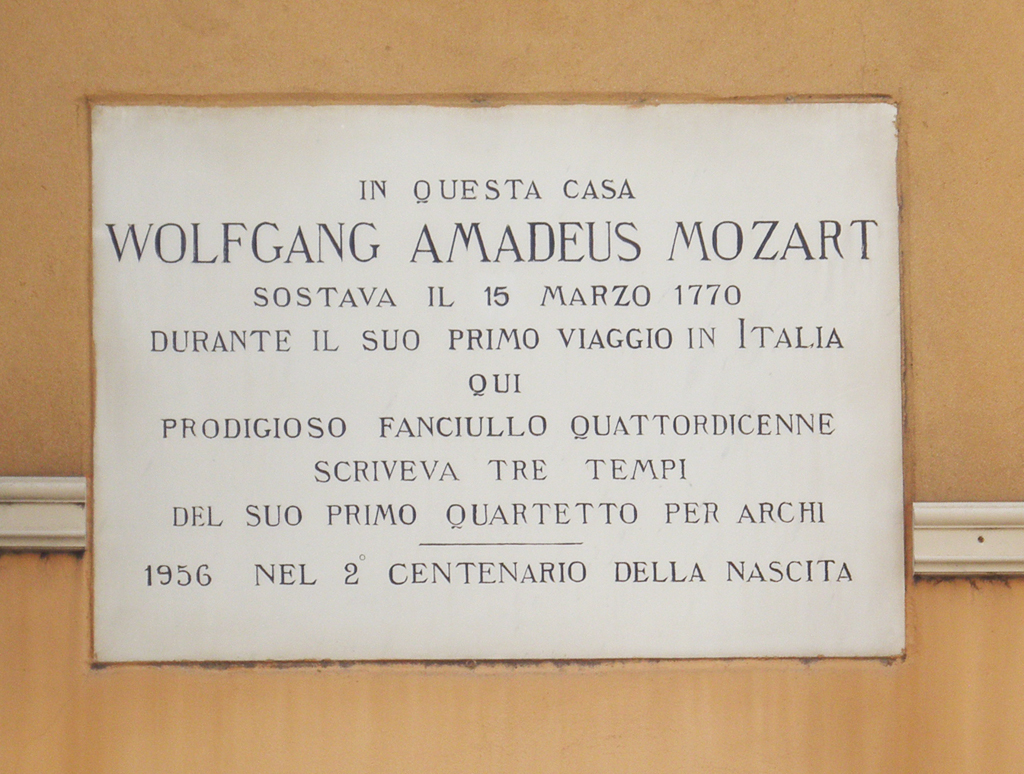
Plaque de commémoration.

Le Quatuor no 1 en sol majeur K. 80(73f) est un quatuor à cordes de Mozart terminé à Lodi en Lombardie le 15 mars 1770. Mozart était âgé de quatorze ans. Le quatrième mouvement a probablement été ajouté plus tard en 1773 alors que Mozart et son père étaient à Vienne.

## Mouvements
À la différence des quatuors milanais, ce quatuor possède quatre mouvements:
1. Adagio, en sol majeur, à 
, 67 mesures
2. Allegro, en sol majeur, à , 84 mesures
3. Menuetto, en do majeur, à 
, 28 + 24 mesures
4. Rondeau: Allegro en sol majeur, à , 99 mesures

- Durée de l'interprétation : environ 18 minutes.

Thème de l'adagio :